# Bundesvision Song Contest
Bundesvision Song Contest to niemiecki festiwal muzyczny, w którym niemieccy artyści reprezentują swój kraj związkowy. Pierwsza impreza odbyła się w 2005 roku. Pomysłodawca festiwalu jest Stefan Raab.

## Kraje związkowe
| 1  | Badenia-Wirtembergia          |
| 2  | Bawaria                       |
| 3  | Berlin                        |
| 4  | Brandenburgia                 |
| 5  | Brema                         |
| 6  | Hamburg                       |
| 7  | Hesja                         |
| 8  | Meklemburgia-Pomorze Przednie |
| 9  | Dolna Saksonia                |
| 10 | Nadrenia Północna-Westfalia   |
| 11 | Nadrenia-Palatynat            |
| 12 | Saara                         |
| 13 | Saksonia                      |
| 14 | Saksonia-Anhalt               |
| 15 | Szlezwik-Holsztyn             |
| 16 | Turyngia                      |

## Prezenterzy

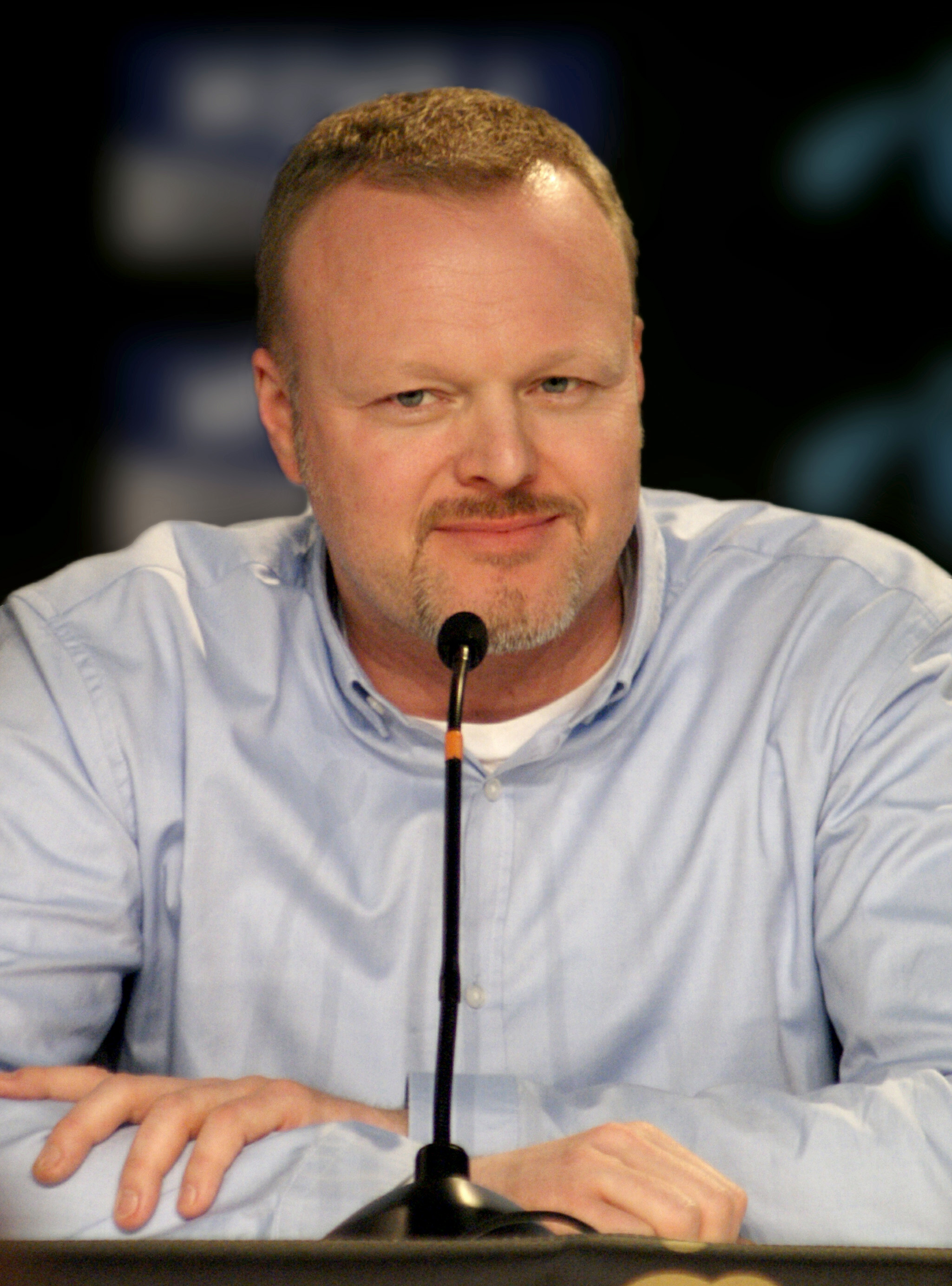
Stefan Raab, pomysłodawca oraz współprowadzący festiwal

| Rok  | Prowadzenie | Główny prezenter | Green Room         | Fan block |
| ---- | ----------- | ---------------- | ------------------ | --------- |
| 2005 | Stefan Raab | Annette Frier    | Oliver Pocher      | brak      |
| 2006 | Stefan Raab | Janin Reinhardt  | Elton              | brak      |
| 2007 | Stefan Raab | Johanna Klum     | Elton              | brak      |
| 2008 | Stefan Raab | Johanna Klum     | Elton              | brak      |
| 2009 | Stefan Raab | Johanna Klum     | Elton              | brak      |
| 2010 | Stefan Raab | Johanna Klum     | Elton              | brak      |
| 2011 | Stefan Raab | Johanna Klum     | Lena Meyer-Landrut | Elton     |
| 2012 | Stefan Raab | Sandra Rieß      | Elton              | brak      |
| 2013 | Stefan Raab | Sandra Rieß      | Elton              | brak      |
| 2014 | Stefan Raab | brak             | Elton              | brak      |
| 2015 | Stefan Raab | brak             | Elton              | brak      |

## Konkursy
| Rok  | Data           | Miasto gospodarz | Zwycięzca                   | Artysta                            | Utwór                            | Punkty |
| ---- | -------------- | ---------------- | --------------------------- | ---------------------------------- | -------------------------------- | ------ |
| 2005 | 12 lutego      | Oberhausen       | Hesja                       | Juli                               | „Geile Zeit”                     | 159    |
| 2006 | 9 lutego       | Wetzlar          | Berlin                      | Seeed                              | "Ding”                           | 151    |
| 2007 | 9 lutego       | Berlin           | Dolna Saksonia              | Oomph! feat. Marta Jandová         | "Träumst Du?"                    | 147    |
| 2008 | 14 lutego      | Hanower          | Brandenburgia               | Subway to Sally                    | „Auf Kiel”                       | 147    |
| 2009 | 13 lutego      | Poczdam          | Berlin                      | Peter Fox                          | „Schwarz zu blau”                | 174    |
| 2010 | 1 października | Berlin           | Nadrenia Północna-Westfalia | Unheilig                           | „Unter deiner Flagge”            | 164    |
| 2011 | 29 września    | Kolonia          | Berlin                      | Tim Bendzko                        | „Wenn Worte meine Sprache wären” | 141    |
| 2012 | 28 września    | Berlin           | Badenia-Wirtembergia        | Xavas (Xavier Naidoo i Kool Savas) | „Schau nicht mehr zurück”        | 172    |
| 2013 | 26 września    | Mannheim         | Dolna Saksonia              | Bosse                              | „So oder so”                     | 153    |
| 2014 | 20 września    | Getynga          | Brema                       | Revolverheld                       | „Lass uns gehen”                 | 180    |
| 2015 | 29 sierpnia    | Brema            | Nadrenia-Palatynat          | Mark Forster                       | „Bauch und Kopf”                 | 170    |